# Die vertauschte Braut (1925)
Die vertauschte Braut ist eine deutsche Stummfilmkomödie von Carl Wilhelm mit Diomira Jacobini, Bruno Kastner und Ida Wüst in den Hauptrollen.

## Handlung
Der junge, galante Percy ist ein charmanter Sonnyboy, dem alle Frauenherzen zufliegen. Einst ein armer Schlucker, ist er überdies in jüngster Zeit auch noch ziemlich wohlhabend geworden. Ralph, seines Zeichens ein arrivierter Architekt, ist das genaue Gegenteil von Percy: er hat immer nur Pech und nun auch noch, der tauben Mutter von Gladys und Lilian sei Dank, mit Gladys die falsche Braut am Hals, denn er liebt nur Lilian. Doch so sehr sich Ralph auch bemüht, er wird Gladys einfach nicht los, denn sie liebt ihn aufrichtig. Percy hingegen bekommt mit Lilian die auch von Ralph Begehrte, und das soll sich eines Tages bitter rächen …
Ralph braucht einige Zeit, um zu erkennen, dass die anhängliche Gladys genau die Richtige für ihn ist. Glückspilz Percy hingegen muss bald einsehen, dass er mit Lilian keinen Glücksgriff getätigt hat, denn die betrügt ihn nach Strich und Faden. Und so kehrt Percy seiner Gattin schließlich den Rücken und geht zurück zu jener Frau, einer Sängerin, bei der er einst wahre Liebe fand, ohne diese damals richtig wertzuschätzen. Sie heißt auch Lilian und hat mittlerweile ein Kind, das auch noch aus der Verbindung mit dem bereits verheirateten Percy stammt. Aufgrund einer Verwechslung, die in einer falschen Visitenkarte begründet liegt, nahm diese vertauschte Braut bislang an, dass Ralph der Vater sein müsste. Nun aber klärt sich alles auf. Während sich die erste Lilian bereits einen neuen Liebhaber ausgeguckt hat, erkennt Percy, dass die Mutter seines Kindes die Richtige für ihn ist.

## Produktionsnotizen
Die vertauschte Braut entstand im Sommer 1925 im Phoebus-Film-Atelier und wurde am 18. September 1925 der Filmzensur vorgelegt. Die Uraufführung des Fünfakters mit einer Länge von 2277 Metern fand am 12. Oktober 1925 in Berlins Marmorhaus statt. In Österreich lief der Film am 2. April 1926 an.
Eugen Kürschner übernahm die Produktionsleitung, Willy Zeunert die Aufnahmeleitung. Alfred Junge gestaltete die Filmbauten.
Uschi Elleot trat hier letztmals vor die Kamera.

## Kritiken
Das Kino-Journal befand: „Wie man erkennen wird, eine Besetzung, die allen Ansprüchen genügen muß. Dazu herrliche Aufnahmen, die den schalkhaften Inhalt bereichern.“
Der Filmbote glaubte, der Film werde „die größte Anziehungskraft ausüben, sowohl infolge der wirklich äußerst originellen, ungemein geschickt aufgebauten Handlung, als auch der ausgezeichneten Darstellung, die sich dem Lustspielton des Werkes vortrefflich anzupassen weiß.“